# Realitate (cântec)
„Realitate” este ultima piesă de pe albumul solo al lui Spike, Rămânem prieteni. 

## Producție
| Domeniu      | Persoana sau grupul care s-a ocupat |
| ------------ | ----------------------------------- |
| Instrumental | Agresiv                             |
| Regie        | Spike                               |
| Imagine      | Future Graphics                     |

## Album
Rămânem prieteni a fost lansat cu Gazeta Sporturilor și Cat Music pe 8 decembrie 2009. Albumul a fost promovat înainte să fie lansat de videoclipurile „TU” cu Guess Who, „Banii” și „Scandal”. „Realitate” este ultima din cele 17 piese ale materialului discografic, și a beneficiat de un videoclip abia în luna august a anului 2010.

## Videoclipul
Spike a spus: 
„[În videoclip] Este vorba de viața unui om al străzii într-o societate oarbă, și cum n-am putut să definim societatea oarbă am zis hai să luăm niște oameni și să-i facem orbi în clip și să ușurăm ideea asta de a o iluzie la o societate oarbă.
 Este un nene care se plimbă prin oraș, ziua, frumos, și nu prea vede nimic. Ideea e că el vede de fapt tot ce se întâmplă, numai că el încearcă să se încadreze în peisaj alături de restul.”

Chiar Spike a regizat videoclipul. El a declarat: 
„[Regizând singur] Mi-e mai ușor să arăt ce spun în piese.”
Videoclipul a fost regizat pe parcursul a trei zile la începutul lunii august: o zi în parc, o zi în supermarket și o zi pe un acoperiș dintr-un gang (din Cotroceni). În videoclip apare și cunoscutul personaj euGEN (pe numele real Tiberiu Popovici).
Videoclipul piesei „Realitate” a lui Spike a avut premiera pe reTU-r.ro pe 26 august 2010, iar odată cu el a fost publicat și un interviu cu artistul în care povestește cum au decurs filmările (el a fost și regizor).

## Succesul
Peste 100.000 de persoane au văzut videoclipul pe internet chiar în ziua din care a fost lansat.
Piesa i-a adus lui Spike o nominalizare la categoria Best Hip Hop de la Romanian Music Awards 2011.